# Acidente do Antonov An-26 da South West Aviation em 2020
Em 22 de agosto de 2020, um Antonov An-26 da South West Aviation caiu ao decolar do Aeroporto de Juba em Juba, em um voo doméstico de carga para Aweil e Wau.

## Antecedentes
A South West Aviation Co. Ltd., fundada em 2017, é uma companhia aérea de passageiros e carga com sede em Juba, Sudão do Sul. A companhia aérea foi responsável pela queda fatal de um Let-L-410 Turbolet em Juba em 2018. Como resultado do acidente, o presidente Salva Kiir proibiu aeronaves com mais de 20 anos de operar voos de passageiros.

## Acidente
Testemunhas oculares relatam que a aeronave repentinamente perdeu potência e caiu na área residencial do referendo de Hai. O clima não é considerado como um fator contribuinte. 8 pessoas na aeronave, (3 sul-sudaneses e 5 russos) e 9 (sul-sudaneses) no solo foram relatadas como mortas. Houve um sobrevivente relatado que foi levado para um hospital em estado crítico. De acordo com o ministro dos Transportes do Sudão do Sul, Madut Biar Yol, havia cinco tripulantes, todos russos.
De acordo com os primeiros relatórios, o avião caiu em uma área residencial. A aeronave estava em chamas quando os moradores se aproximaram.
Alguns relatórios indicaram que a aeronave estava em um voo fretado para o Programa Alimentar Mundial (WFP) quando caiu, e carregava peças sobressalentes, motocicletas, alimentos, bem como salários de funcionários de ONGs, embora o PMA posteriormente tenha esclarecido que a aeronave havia de fato sido fretada pela Galaxy Star International, uma empresa local que fornece serviços para o WFP e outras agências da ONU.

## Reações
O presidente do Sudão do Sul, Salva Kiir, incentivou o Ministério dos Transportes a "aderir aos padrões internacionais" ao avaliar a aeronavegabilidade das aeronaves, acrescentando "Sei que é difícil lidar com a tragédia dessa natureza, mas vamos trabalhar duro para encontrar a causa deste acidente e usar as lições aprendidas com ele para prevenir a ocorrência de tragédias semelhantes no futuro".